# Zračna luka Bratislava
Međunarodna zračna luka M. R. Štefánik Bratislava (slk. Letisko M. R. Štefánik Bratislava) je zračna luka koja opslužuje Bratislavu, Slovačka. Aerodrom se nalazi 9 km sjeveroistočno od središta Bratislave.

## Povijest
Prvi redovni let s aerodroma letio je 1923. između Praga i Bratislave. S konstrukcijom današnjeg izgleda aerodroma se počelo 1948. godine. U promet je pušten 1951. godine. Danas aerodrom služi za redovne i čarter, domaće i međunarodne letove. Kapacitet aerodroma je oko 2 milijuna putnika. Na aerodromu postoje dva terminala: Odlasci terminal A, građen 1971., i dolasci terminal B, građen 1994.

## Statistike
| Statistički podaci aerodroma Bratislava | Statistički podaci aerodroma Bratislava | Statistički podaci aerodroma Bratislava | Statistički podaci aerodroma Bratislava | Statistički podaci aerodroma Bratislava | Statistički podaci aerodroma Bratislava | Statistički podaci aerodroma Bratislava | Statistički podaci aerodroma Bratislava | Statistički podaci aerodroma Bratislava | Statistički podaci aerodroma Bratislava |
| --------------------------------------- | --------------------------------------- | --------------------------------------- | --------------------------------------- | --------------------------------------- | --------------------------------------- | --------------------------------------- | --------------------------------------- | --------------------------------------- | --------------------------------------- |
|                                         | 1999.                                   | 2000.                                   | 2001.                                   | 2002.                                   | 2003.                                   | 2004.                                   | 2005.                                   | 2006.                                   | 2007.                                   |
| Broj putnika                            | 276.092                                 | 283.714                                 | 293.326                                 | 368.203                                 | 480.011                                 | 893.614                                 | 1.326,493                               | 1.937,642                               | 2.024,142                               |
| Prevezeni teret (t)                     | 1605                                    | 2878                                    | 3171                                    | 4831                                    | 10736                                   | 6972                                    | 3633                                    | 5055                                    | 1969                                    |

## Vanjske poveznice
|  | Zajednički poslužitelj ima još gradiva o temi Zračna luka Bratislava |

- Slike
- Aerodrom Bratislava